# Edmond Leclef (kanunnik)
Edmond Leclef (Antwerpen, 9 november 1898 – Mechelen, 21 juli 1967) was een Belgisch rooms-katholiek priester, kanunnik, secretaris van kardinaal Jozef Van Roey en protonotarius apostolicus.

## Levensloop
Edmond Leclef was de oudste van vijf in het gezin van de Antwerpse wetsdokter Joseph Leclef en Julie Mussche. Na de humaniora aan het Antwerpse Sint-Jan Berchmanscollege en het seminarie in Mechelen, werd hij in 1922 tot priester gewijd. Hij werd vervolgens naar de Pauselijke Universiteit Sint Thomas van Aquino in Rome gestuurd en promoveerde er tot doctor in de godgeleerdheid. Vanaf september 1924 was hij leraar aan het kleinseminarie in Mechelen.
Op 15 april 1927 werd hij benoemd tot privésecretaris van de nieuwbenoemde aartsbisschop Van Roey, een functie die hij gedurende 34 jaar onafgebroken zou uitoefenen, hetzij de volledige periode van diens ambtsuitoefening. De nauwe samenwerking tussen beiden was van die aard dat Leclef weldra de reputatie verwierf een soort schaduw-aartsbisschop te zijn. De bedeesde en eerder teruggetrokken, maar tegelijk autoritaire Van Roey, was vaak moeilijk bereikbaar. Zijn secretaris was dit veel meer en met zijn Antwerpse jovialiteit, ontving hij al wie er om vroeg. Vele leden van de clerus en ook veel politici of andere personaliteiten gaven aan hem boodschappen door die ze wensten bij de aartsbisschop terecht te komen. Anderzijds werd hij door Van Roey gebruikt om bemerkingen te maken, ideeën te lanceren of tussenkomsten te doen die de kardinaal zich zelf minder gemakkelijk kon veroorloven. Als daarin iets zou verkeerd uitvallen, bleef Van Roey buiten schot en zou zijn secretaris verantwoordelijk gesteld zijn. 
De periode 1925-1965 kende heel wat opeenvolgende crisisperiodes: de jaren dertig met de vele politieke problemen, de opkomst van de extreme partijen en de evolutie naar een onafwendbaar wereldconflict; de oorlogs- en bezettingstijd, met de gevaren van allerlei aard; de moeilijke jaren na de Tweede Wereldoorlog van de wederopbouw, maar ook van de koningskwestie en de schoolstrijd. De invloed van 'Mechelen' op de samenleving en de politiek was toen nog zeer groot. Leclef diende hierbij vaak, zowel binnenskamers als publiek, als de woordvoerder van de kardinaal en de boodschapper van zijn directieven.
Toen de houding van de kardinaal tijdens de oorlog, door sommigen, na de Bevrijding, kritisch werd bekeken, was het Leclef die hierop met gezag reageerde en een boek publiceerde dat, met talrijke documenten als bewijs, getuigde van de vaderlandsliefde en het onwrikbaar maar diplomatisch verzet tegen de bezetter vanwege de kardinaal, in dienst van de hele bevolking. 
Van Roey toonde zijn waardering voor zijn toegewijde secretaris door hem te doen benoemen door de paus, eerst tot geheim kamerheer (1950), vervolgens tot protonotarius apostolicus (1961), wat hem de aanspreektitel "monseigneur" verleende.
Leclef was vlot in vele talen: Nederlands, Frans, Engels, Italiaans, Spaans, Russisch, Latijn en Hebreeuws. Hij gebruikte zijn vrije tijd om verschillende werken uit het Russisch of het Italiaans te vertalen in het Frans, onder meer van Anton Tsjechov, Alexander Poesjkin en Guido Milanesi.
Hij was ook actief in sommige liefdadige verenigingen. Zo behoorde hij tijdens het interbellum tot de ondersteuners van verenigingen die zich ontfermden over Russische vluchtelingen in België. Tijdens de oorlog kwam hij ter hulp zowel van kloosterzusters, als van veroordeelde Belgen of Joodse families. Na de oorlog bekommerde hij zich om families getroffen door de politieke zuiveringen en verder ook om 'displaced persons' en vluchtelingen.

## Publicaties
- De verheffing tot het kardinalaat van  Z. E. Mgr J.-E. Van Roey, in: Collectanea Mechliniensia, t. XVI, 1927, p. 663-728.
- L'Eglise annule-t-elle les mariages ?, in: Etudes religieuses, t. 374, Luik-Parijs, 1935.
- Kardinaal Van Roey en de Duitse bezetting in België. Akten en Documenten, Brussel, 1945.
- Evocatie van kardinaal Van Roey, in: Collectanea Mechliniensia, 1961, p. 567-574.
- Jean XXIII et le cardinal Van Roey, in: La Revue Belge, 1965, p. 25-30.